# Bell D-292
Bell D-292 là một mẫu máy bay trực thăng thử nghiệm của Hoa Kỳ phát triển bởi Bell Helicopters cho chương trình United States Army Advanced Composite Airframe Program (ACAP), và là một phần của những nghiên cứu trong chương trình Light Helicopter Experimental (LHX).

## Thiết kế và phát triển
Bell D-292 được phát triển nằm trong US Army's Advanced Composite Airframe Program (ACAP), đây là một dự án phát triển một máy bay trực thăng với khung thân hoàn toàn bằng vật liệu composite, giúp giảm khối lượng và chi phí sản xuất so với khung bằng kim loại, và hỗ trợ cho chương trình LHX. Tháng 2 năm 1981, các hợp đồng được giao cho Sikorsky và Bell Helicopters, với mẫu Sikorsky đề xuất S-75. Cả hai công ty đều thiết kế cho mình ba loại khung máy bay, một phiên bản tool-proof, một phiên bản bay thử nghiệm đứng tại chỗ và một mẫu bay thử nghiệm hành trình.
Bell D-292 sử dụng động cơ Avco Lycoming, hệ truyền động, rotor chính hai cánh quạt và rotor đuôi, thân đuôi, vertical fin, và rotor pylon từ mẫu Bell 222. Khung thân mới được chế tạo bằng composite thay cho kim loại nhằm tăng độ bền, giảm trọng lượng và chi phi sản xuất cũng như bảo dưỡng.
Số seri của D-292 là 85-24371 cất cánh lần đầu vào 30 tháng 8 năm 1985 sau nhiều đợt trì hoãn do việc giải ngân và vấn đề kỹ thuật

## Thông số kỹ thuật
Đặc tính tổng quát
- Kíp lái: bốn
- Chiều dài: 40 ft 5 in (12,32 m)
- Chiều cao: 11 ft 2 in (3,40 m)
- Trọng lượng rỗng: 5.765 lb (2.615 kg)
- Trọng lượng cất cánh tối đa: 7.485 lb (3.395 kg)
- Động cơ: 2 × Avco Lycoming LTS 101-750C-1 turboshaft, 684 hp (510 kW)  mỗi chiếc
- Đường kính rô-to chính:  42 ft 0 in (12,80 m)

### Sách
- Harding, Stephen (1997). U.S. Army Aircraft Since 1947. Atglen, PA, USA: Schiffer Publishing Ltd. ISBN 978-0-933424-53-1.